# Fuchsmajor

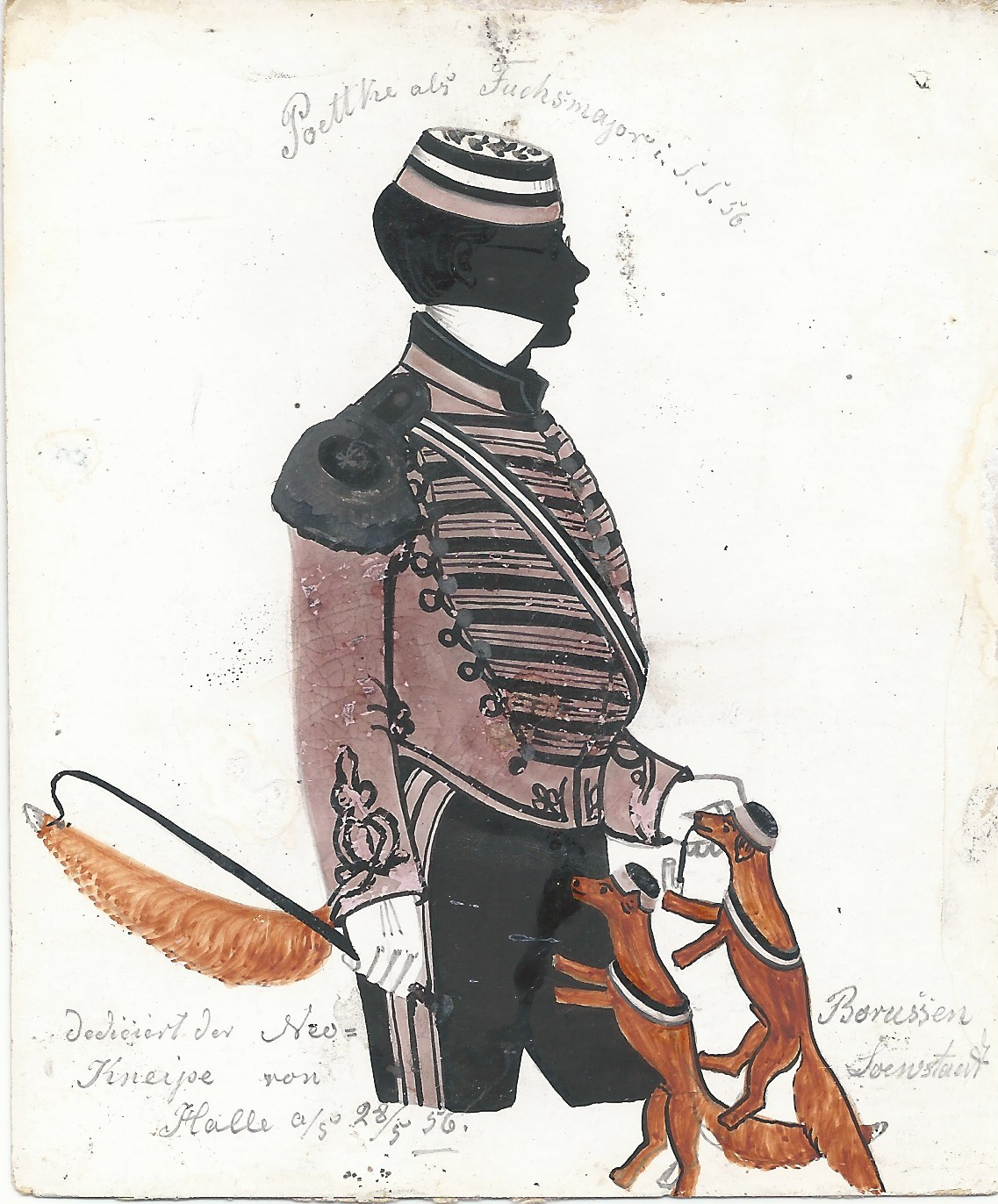
Hermann Poettke als Fuchsmajor, Corps Neoborussia Halle (1856)

Ein Fuchsmajor (oder Fuxmajor) ist in einer Studentenverbindung verantwortlich für die Werbung und Betreuung des Nachwuchses, der Füchse (oder Füxe). Meistens wird mit dieser Aufgabe ein erfahrenes, aber noch studierendes Mitglied der Verbindung betraut.

## Bezeichnungen

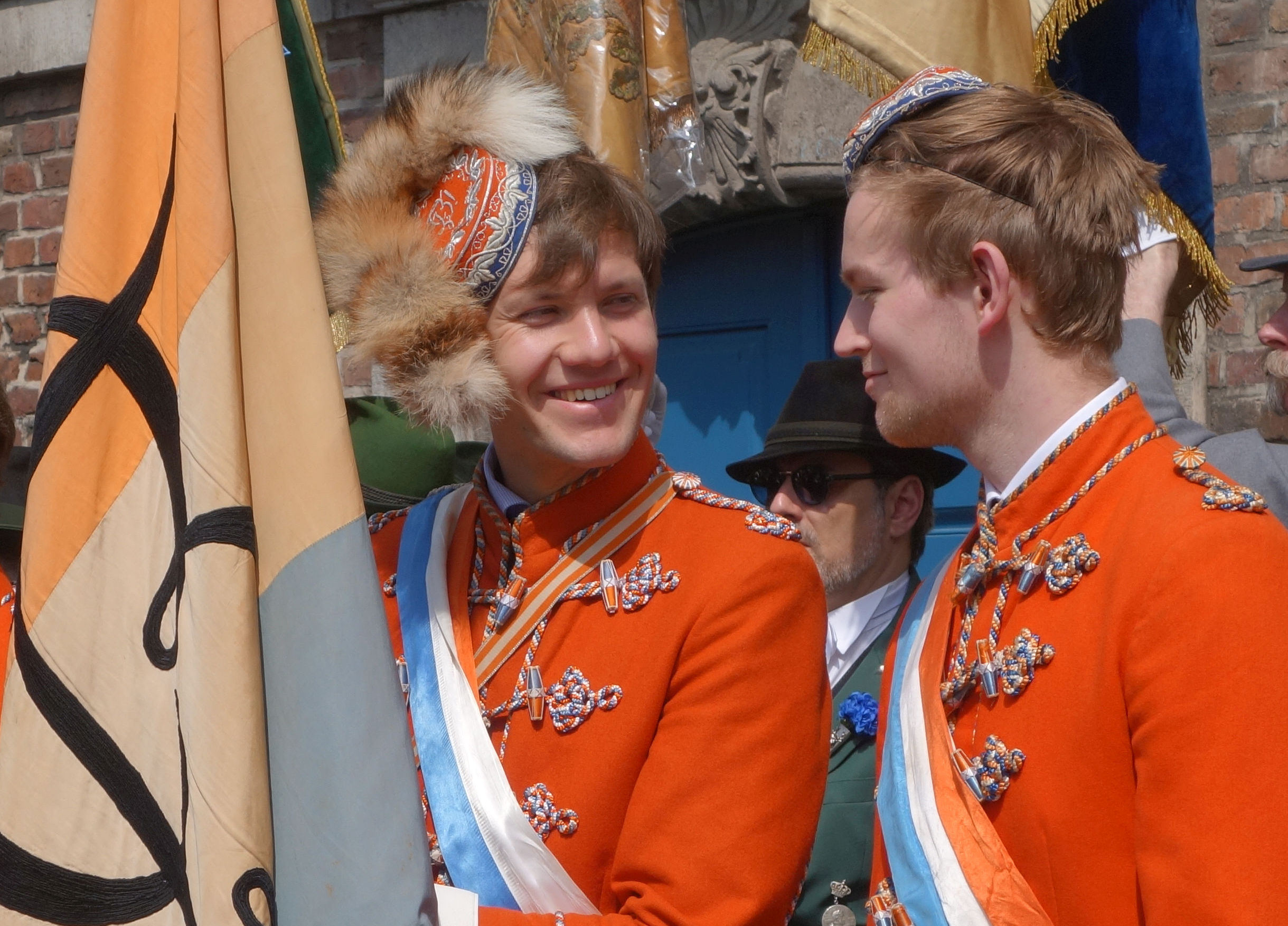
Fuchsmajor der
KDStV Burgundia

Bei einigen Burschenschaften, beispielsweise in Heidelberg und im Süddeutschen Kartell, ist auch die Bezeichnung Fuchskränzchenführer oder Fuchs(en)kränzchendeichsler gebräuchlich. Bei anderen Burschenschaften, beispielsweise in Würzburg, wird auch die Bezeichnung Fuchsenerzieher benutzt. 
Bei Damenverbindungen und manchen gemischten Verbindungen (für die weiblichen Mitglieder) sind auch die Begriffe Fuchsmajora oder Fuxmajora gebräuchlich. In den Damenverbindungen des Verbands der Wissenschaftlichen Katholischen Studentenvereine Unitas lautet der Name Magistra. 
Bei deutsch-baltischen Verbindungen heißt der Fuchsmajor Oldermann. In den Niederlanden und in Flandern gibt es den schachtenmeester und den schachtentemmer.

### Status
Bei nichtschlagenden Verbindungen ist der Fuchsmajor oft ein Chargierter, hat also den Status eines Vorstandsmitgliedes und muss deshalb ein „Aktiver“ sein. Bei Verbindungen anderer Verbände ist der Fuchsmajor oft nur eine chargenähnliche Funktion, die auch von einem Inaktiven oder Altem Herren ausgeführt werden kann.

### Aufgaben

Sitzordnung auf einer kleineren Kneipe mit „Fuchsenstall“

Der Fuchsmajor hält – in der Regel einmal pro Woche – eine Fuchsenstunde, auch Fuchsenconvent oder Fuchskränzchen genannt, ab, in der den Füchsen die Grundbegriffe des Verbindungsstudententums nahegebracht werden, Traditionen und Geschichte des eigenen Bundes vermittelt und befreundete Verbindungen vorgestellt werden. Die Fuchsenstunde dient der Vorbereitung auf die Fuchsenprüfung (teilweise auch Burschenprüfung genannt), die jeder Fuchs zu absolvieren hat, bevor er als Vollmitglied (Bursche, Corpsbursche etc.) in die Verbindung aufgenommen wird.
Bei vielen Verbindungen sitzt der Fuchsmajor bei einer Kneipe oder einem Kommers mit den Füchsen am unteren Ende des Kneiptisches gegenüber vom Präsidium. Dies wird von Buxen „Fuchsenstall“, von den Kösener Corps „Fuchsentafel“ genannt. Der Fuchsmajor unterstützt in diesem Fall den Erstchargierten bei der Leitung der Veranstaltung.
Zu den Aufgaben des Fuchsmajors gehörte früher teilweise auch die Erziehung seiner Füchse im Korpsgeist, so wird es zumindest aus Solothurn berichtet. Dabei war auch die öffentliche Züchtigung ein Mittel, um zu zeigen, wie sehr sich die Mitglieder den Regeln ihrer Verbindung verbunden fühlten.
In seiner Biographie zu Hanns Martin Schleyer unterstreicht Lutz Hachmeister diese erzieherischen Aufgaben des Fuchsmajors noch einmal: Es sollten ihnen auch Benimmregeln, wie z. B. Tischdecken, Servieren, Einschenken und Umgang mit der Damenwelt beigebracht werden.

### Erkennungszeichen
Bei einigen Verbindungen trägt der Fuchsmajor ein besonderes Couleur. Teilweise trägt er eine besondere Kopfbedeckung, die sich von der regulären Studentenmütze der anderen Verbindungsmitglieder unterscheidet. Meist ist dies eine Mütze, die mit einem umlaufenden oder hinten herabhängenden Fuchsschwanz geschmückt ist. In Ausnahmefällen kommt auch noch der Zweispitz vor. Dazu wird oft ein Fuchsenband über Kreuz mit dem Burschenband getragen.
Bei einigen Schweizer Verbindungen trägt der Fuchsmajor neben dem Fuchsschwanz an der Kopfbedeckung ein Fuchsfell über Kreuz mit dem Burschenband.
Der Fuchsmajor führt bei vielen Verbindungen hinter seinem Namen und dem Zirkel die Bezeichnung „FM“. Diese Bezeichnung kann in der Regel „geklammert“ werden, das heißt, dass der Inhaber nach Beendigung seiner Amtszeit (ein Semester) die Bezeichnung sein Leben lang in Klammern hinter seinem Namen führen darf, wenn das bei Semesterende – nach Erfüllung bestimmter Kriterien – vom Convent seiner Verbindung beschlossen wurde.

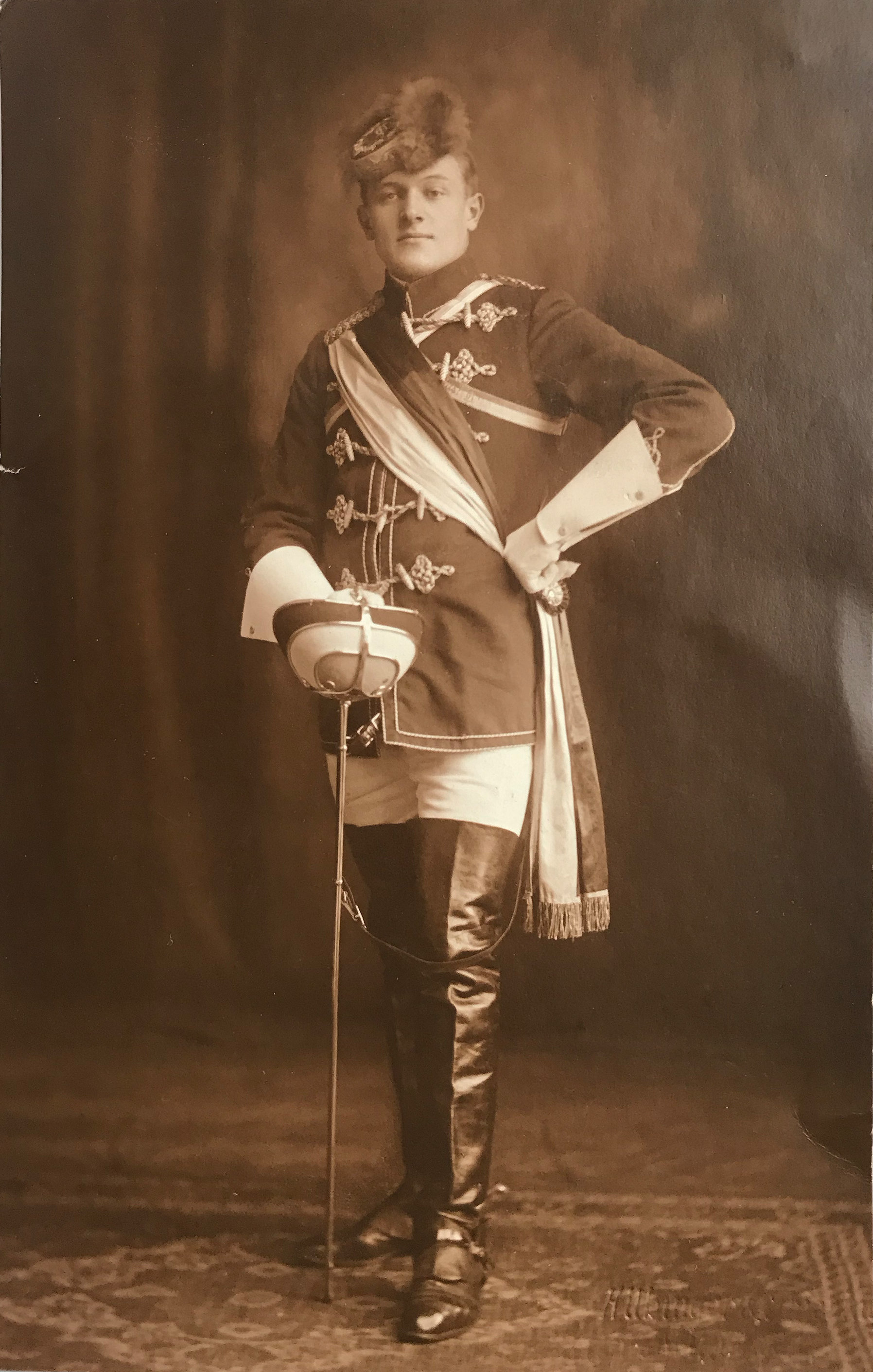
Fuchsmajor der Verbindung KBStV Rhaetia München (Wintersemester 1924/25)
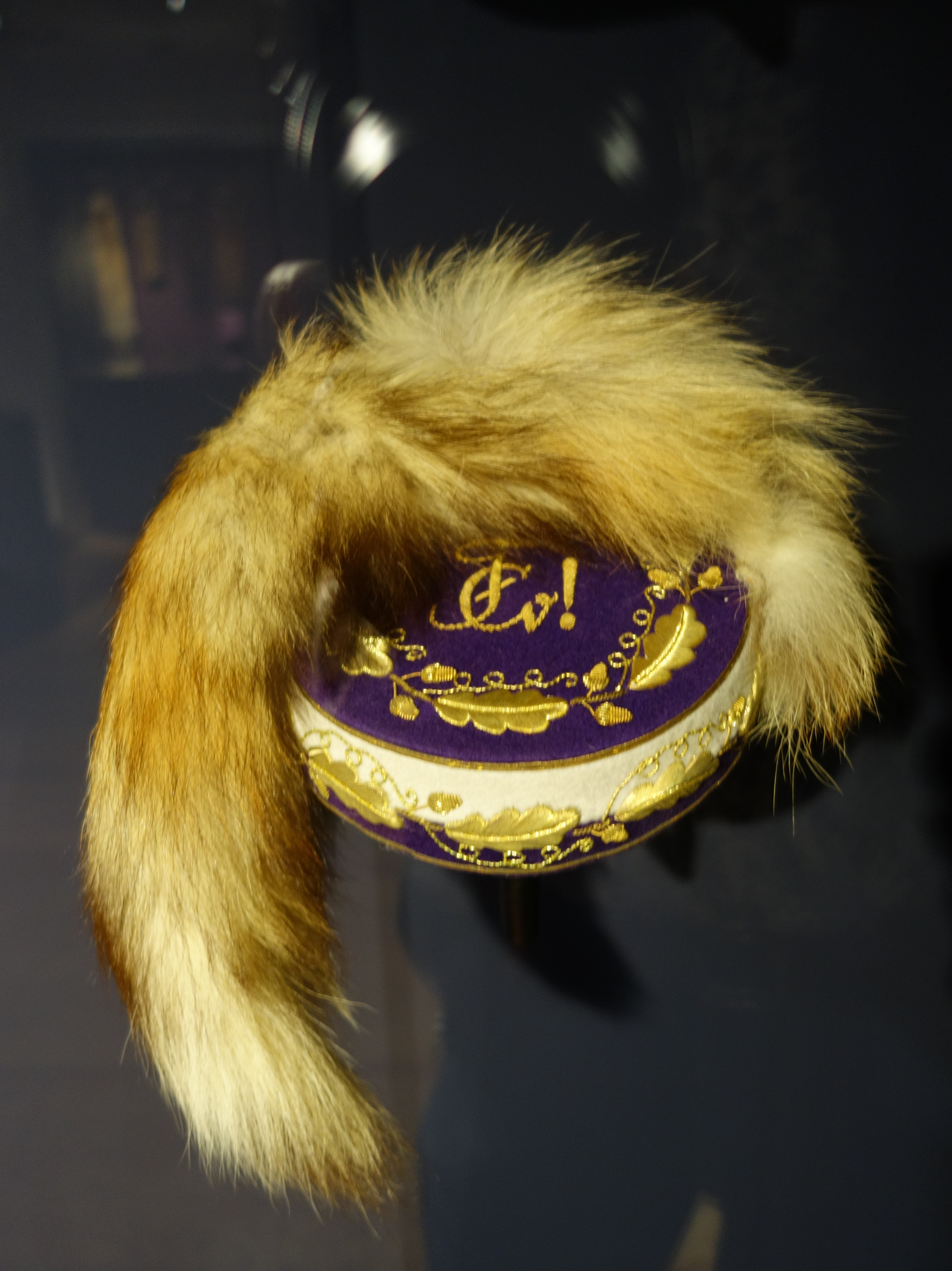
Fuchsmajors-Mütze (LVR-Industriemuseum Textilfabrik Cromford, Ratingen)
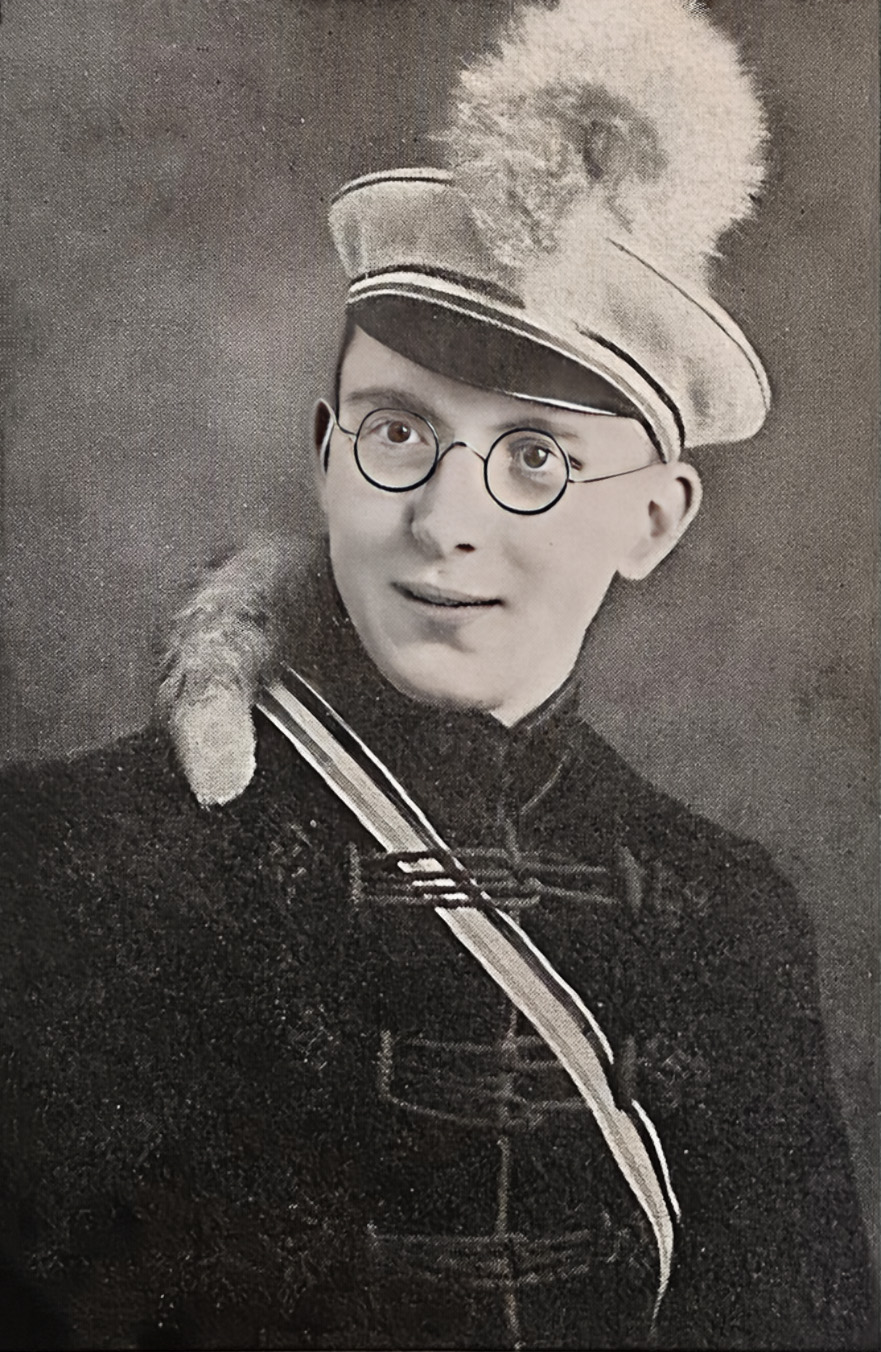
Siegbert Stehmann als Fuxmajor (1928)
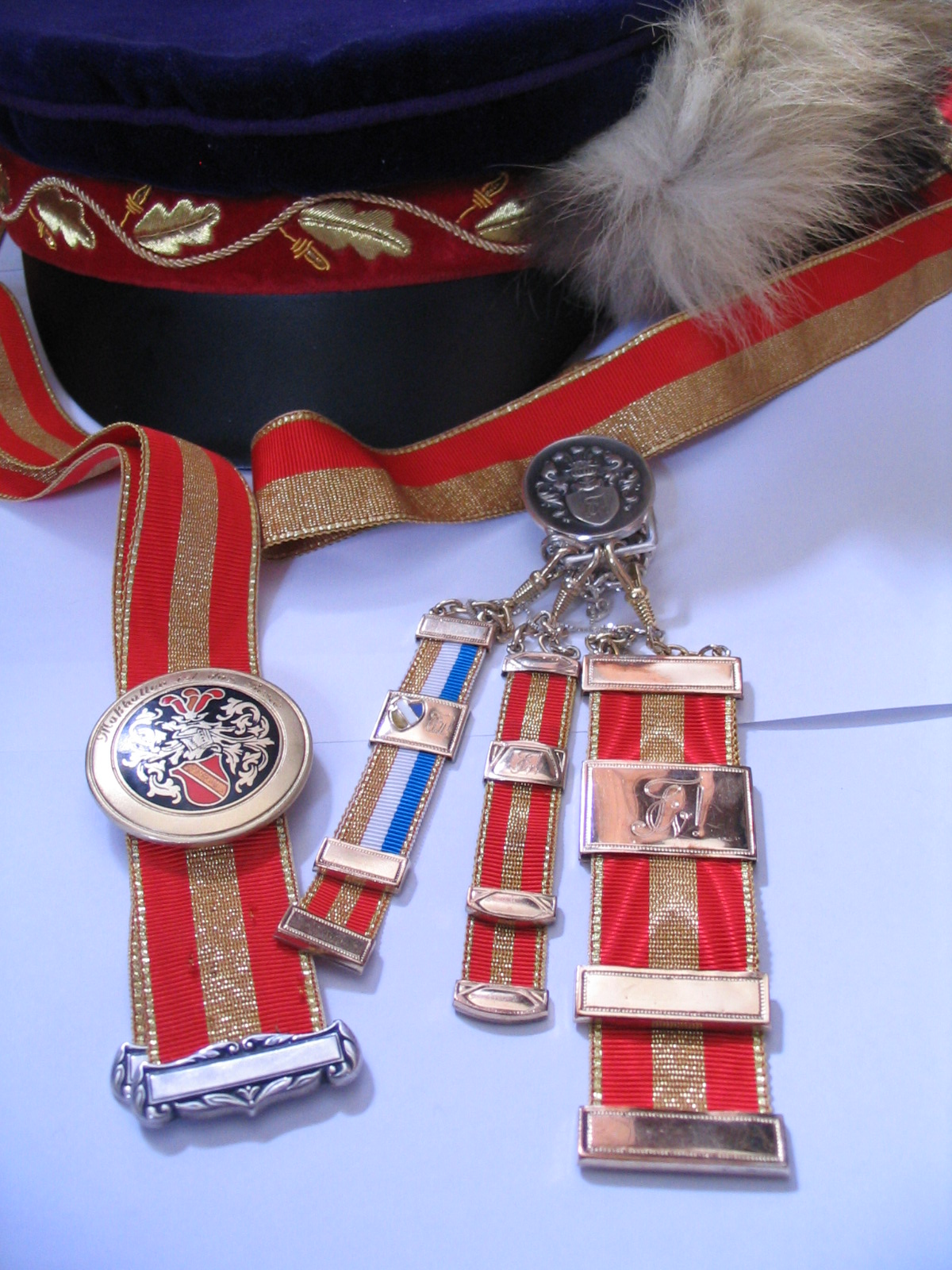
Couleur der Burschenschaft Teutonia Nürnberg mit Fuchsschwanz an der Mütze